# Armășești (gmina)
Armășești – gmina w Rumunii, w okręgu Jałomica. Obejmuje miejscowości Armășești, Malu Roșu i Nenișori. W 2011 roku liczyła 2368 mieszkańców. 